# كفر دبين
كفر دبين ( الحمامة ) قرية سورية تتبع ناحية الجانودية في منطقة جسر الشغور في محافظة إدلب. بلغ عدد سكانها 3660 نسمة في عام 2004 حسب إحصاء المكتب المركزي للإحصاء.